# Jean Civiale

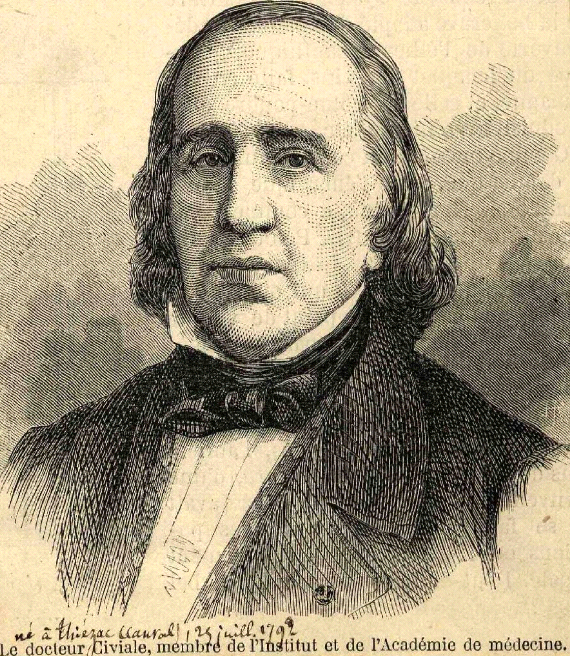
Jean Civiale

Jean Civiale (* 5. Juli 1792 in Salilhes bei Thiézac; † 13. Juni 1867 in Paris) war ein französischer Chirurg.

## Leben
Jean Civiale war Arzt am Hôpital Necker in Paris. Dort gründete er mit einer Stiftung aus seinen Einnahmen die weltweit erste urologische Abteilung in einer Klinik, die weltweit einen hohen Ruf erlangte.
Bekannt ist er durch die Erfindung der Methode der Lithotripsie (auch Lithotritie genannt), der Zertrümmerung von Blasensteinen mit einem von ihm erfundenen Instrument, das minimal-invasiv über die Harnröhre eingeführt wurde. Die Methode ersetzte bald die bis dahin verwendete Methode des Steinschneidens (Lithotomie).
Zunächst entwickelte er aber 1818 ein Instrument, das in die Harnröhre eingeführt wurde und die Blasensteine in einem Sack auffing, in dem er dann versuchte, die Steine mit Chemikalien aufzulösen, was aber nicht immer gelang. Er erweiterte das Instrument so, dass ein Bohrer eingeführt werden konnte, der die Steine für die weitere Analyse anbohrte. Gleichzeitig entwickelten andere um 1822 ähnliche Instrumente (Jean-Jacques-Joseph Leroy d'Etiolles (1798–1860), Amussat) und schließlich entwickelte Civiale ein Instrument (einen Lithotripter), das die Steine greifen konnte und von verschiedenen Seiten anbohrte und somit zertrümmerte. Die Reste flossen beim Urinieren aus. Nach einigem Streit wurde die Erfindung Civiale gutgeschrieben und er erhielt einen Preis von 6000 Franc von der Académie des Sciences.
Sein Lithotripter war allerdings schwierig zu benutzen und zu reparieren und setzte sich, auch wenn er beispielsweise in Deutschland 1827 von dem Chirurgen Cajetan von Textor beschafft wurde, nicht allgemein durch. Das geschah erst durch Verbesserungen (Perkussions-Methode) durch Charles Louis Stanislas Heurteloup (1793–1864), der die Methode der Lithotritie in England einführte und 1831 ein Buch über Lithotritie veröffentlichte.
Jean Civiale war Ritter der Ehrenlegion, Mitglied der Académie nationale de médecine und erhielt 1828 den Prix Montyon der Académie des Sciences, der mit 10.000 Franc dotiert war.
Von ihm stammt auch ein frühes Beispiel evidenz-basierter Medizin mit seiner vergleichenden Studie der Mortalitäten zwischen seiner Methode der Lithotripsie und der älteren Methode der Lithotomie. Nach ihm hatte seine Methode eine Mortalitätsrate von 2,2 Prozent, die Lithotomie von 18,8 Prozent.
1840 wurde er auswärtiges Mitglied der Königlich Schwedischen Akademie der Wissenschaften.
Am 15. August 1853 wurde Jean Civiale unter der Präsidentschaft von Christian Gottfried Daniel Nees von Esenbeck unter der Matrikel-Nr. 1678 mit dem akademischen Beinamen Reich als Mitglied in die Kaiserliche Leopoldino-Carolinische Akademie der Naturforscher aufgenommen.
König Leopold I. von Belgien, der an Nierensteinen litt, konnte er zwar nicht heilen, das gelang aber seinem englischen Schüler Henry Thompson.

## Schriften
- De la Lithotritie, ou brolement de la pierre, Paris 1827